# Hepatizon
Hepatizon (etimologia grega: ἧπαρ, tradução: "fígado"), também conhecido como como bronze negro coríntio, era uma liga metálica altamente valorizada na antiguidade clássica.  Acredita-se que tenha sido uma liga de cobre com a adição de uma pequena proporção de ouro e prata (talvez no máximo 8% de cada), misturadas e tratadas para produzir um material com pátina arroxeada escura, semelhante à cor do fígado. Há referências ao material em vários textos antigos, mas poucos exemplares de objetos feitos com essa liga são conhecidos na atualidade.
Dos tipos conhecidos de bronze ou latão na antiguidade clássica (conhecidos em Latin como aes e em grego como χαλκός), hepatizon era o segundo mais valioso. Plínio, o Veho o menciona em sua História Natural, declarando que este era menos valioso que o bronze coríntio, que possuía proporção maior de ouro e prata e que como consequência disso se assemelhava mais a esses metais preciosos, mas que era mais estimado que o bronze de Delos e de Egina. Como resultado de sua tonalidade escura, era valorizado para a produção de estátuas.  De acordo com Plínio, perdera-se o conhecimento há muito do método de sua produção, tal como havia acontecido com o bronze coríntio.
Ligas semelhantes são encontradas fora da Europa.  Por exemplo, shakudō é um bilhão (liga) japonesa de ouro e cobre com uma pátina característica e escura azul-arroxeada.